# Xi Hydrae
Xi Hydrae (ξ Hya / HD 100407 / HR 4450) es una estrella en la constelación de Hidra de magnitud aparente +3,54.
Junto a β Hydrae, en China era conocida como Tsing Kew, «la colina verde». 
Se encuentra a 129 años luz de distancia del sistema solar.
Xi Hydrae es una estrella gigante amarilla de tipo espectral G7III con una temperatura efectiva de 4950 K. Su luminosidad es unas 60 veces mayor que la luminosidad solar. Tiene un radio 10 veces más grande que el del Sol y su masa es 3,3 veces la de este. Su edad se estima en 276±21 millones de años.
Estudios en el campo de la astrosismología han demostrado que, al igual que el Sol, la superficie de Xi Hydrae se mueve de arriba abajo produciendo ondas sonoras; su comportamiento se asemeja al de un gran instrumento musical «ultrabajo».
Las oscilaciones detectadas en la superficie de la estrella tienen períodos de unas 3 horas y amplitudes de velocidad de hasta 2 m/s. Han sido detectadas hasta 12 frecuencias significativas con sus correspondientes períodos; en cuatro de ellas la amplitud supera 1 m/s. A pesar de que estas amplitudes son, como cabe suponer por ser una estrella gigante, mucho mayores que las del Sol —del orden de 15 - 20 cm/s—, son menores que las esperadas teóricamente.